# Championnats du monde de patinage artistique 2019
Navigation
Mondiaux 2018 Mondiaux 2021
Les championnats du monde de patinage artistique 2019 ont lieu du 18 au 24 mars 2019 à la Super Arena de Saitama au Japon. 
C'est la septième fois que le Japon organise les championnats du monde de patinage artistique après les éditions de 1977, 1985, 1994, 2002, 2007 et 2014.
À partir de cette saison 2018/2019, la danse rythmique remplace la danse courte en danse sur glace.

## Qualifications
Les patineurs sont éligibles à l'épreuve s'ils représentent une nation membre de l'Union internationale de patinage (International Skating Union en anglais) et s'ils ont atteint l'âge de 15 ans avant le 1er juillet 2018. Les fédérations nationales sélectionnent leurs patineurs en fonction de leurs propres critères, mais l'Union internationale de patinage exige un score minimum d'éléments techniques (Technical Elements Score en anglais) lors d'une compétition internationale avant les championnats du monde.

### Score minimum d'éléments techniques
L'Union internationale de patinage stipule que les notes minimales doivent être obtenues lors d'une compétition internationale senior reconnue par elle-même au cours de la saison en cours ou précédente, au plus tard 21 jours avant le premier jour d'entraînement officiel. 
| Score minimum d'éléments techniques                                                         | Score minimum d'éléments techniques | Score minimum d'éléments techniques |
| Discipline                                                                                  | Programme court                     | Programme libre                     |
| Messieurs                                                                                   | 34.00                               | 64.00                               |
| Dames                                                                                       | 29.00                               | 49.00                               |
| Couples                                                                                     | 27.00                               | 44.00                               |
| Danse sur glace                                                                             | 31.00                               | 45.00                               |
| ------------------------------------------------------------------------------------------- | ----------------------------------- | ----------------------------------- |
| Les scores des programmes courts et libres peuvent être obtenus à différentes compétitions. |                                     |                                     |

### Nombre d'inscriptions par discipline
Sur la base des résultats des championnats du monde 2018, l'Union internationale de patinage autorise chaque pays à avoir de une à trois inscriptions par discipline.
| Nombre d'inscriptions                                             | Messieurs                                   | Dames                      | Couples                              | Danse sur glace          |
| ----------------------------------------------------------------- | ------------------------------------------- | -------------------------- | ------------------------------------ | ------------------------ |
| 3                                                                 | Japon États-Unis Russie                     | Japon Canada Russie        | Russie                               | États-Unis Canada Italie |
| 2                                                                 | Israël Canada Tchéquie Lettonie Ouzbékistan | Italie Belgique États-Unis | Allemagne France Italie Canada Chine | France Russie            |
| Si non répertorié ci-dessus, une seule inscription est autorisée. |                                             |                            |                                      |                          |

## Podiums
| Épreuves                            | Or                                      | Argent                                 | Bronze                              |
| ----------------------------------- | --------------------------------------- | -------------------------------------- | ----------------------------------- |
| Messieurs résultats détaillés       | Nathan Chen                             | Yuzuru Hanyu                           | Vincent Zhou                        |
| Dames résultats détaillés           | Alina Zagitova                          | Elizabet Tursynbaeva                   | Ievguenia Medvedeva                 |
| Couples résultats détaillés         | Sui Wenjing / Han Cong                  | Evgenia Tarasova / Vladimir Morozov    | Natalia Zabiiako / Aleksandr Enbert |
| Danse sur glace résultats détaillés | Gabriella Papadakis / Guillaume Cizeron | Victoria Sinitsina / Nikita Katsalapov | Madison Hubbell / Zachary Donohue   |

## Tableau des médailles
| Rang  | Nation     | Or | Argent | Bronze | Total |
| ----- | ---------- | -- | ------ | ------ | ----- |
| 1     | Russie     | 1  | 2      | 2      | 5     |
| 2     | États-Unis | 1  | 0      | 2      | 3     |
| 3     | France     | 1  | 0      | 0      | 1     |
| 3     | Chine      | 1  | 0      | 0      | 1     |
| 5     | Japon      | 0  | 1      | 0      | 1     |
| 5     | Kazakhstan | 0  | 1      | 0      | 1     |
| Total | Total      | 4  | 4      | 4      | 12    |

## Détails des compétitions

### Messieurs
| Rang                                        | Nom                 | Nation       | Points | Programme court | Programme court | Programme libre | Programme libre |
| ------------------------------------------- | ------------------- | ------------ | ------ | --------------- | --------------- | --------------- | --------------- |
| 1                                           | Nathan Chen         | États-Unis   | 323.42 | 1               | 107.40          | 1               | 216.02          |
| 2                                           | Yuzuru Hanyu        | Japon        | 300.97 | 3               | 94.87           | 2               | 206.10          |
| 3                                           | Vincent Zhou        | États-Unis   | 281.16 | 4               | 94.17           | 3               | 186.99          |
| 4                                           | Shoma Uno           | Japon        | 270.32 | 6               | 91.40           | 4               | 178.92          |
| 5                                           | Jin Boyang          | Chine        | 262.71 | 9               | 84.26           | 5               | 178.45          |
| 6                                           | Mikhail Kolyada     | Russie       | 262.44 | 10              | 84.23           | 6               | 178.21          |
| 7                                           | Matteo Rizzo        | Italie       | 257.66 | 5               | 93.37           | 10              | 164.29          |
| 8                                           | Michal Březina      | Tchéquie     | 254.28 | 8               | 86.96           | 8               | 167.32          |
| 9                                           | Jason Brown         | États-Unis   | 254.15 | 2               | 96.81           | 14              | 157.34          |
| 10                                          | Andrei Lazukin      | Russie       | 248.74 | 11              | 84.05           | 9               | 164.69          |
| 11                                          | Kevin Aymoz         | France       | 247.47 | 7               | 88.24           | 12              | 159.23          |
| 12                                          | Aleksandr Samarin   | Russie       | 246.33 | 20              | 78.38           | 7               | 167.95          |
| 13                                          | Moris Kvitelashvili | Géorgie      | 240.74 | 12              | 82.67           | 13              | 158.07          |
| 14                                          | Keiji Tanaka        | Japon        | 238.40 | 19              | 78.76           | 11              | 159.64          |
| 15                                          | Keegan Messing      | Canada       | 237.64 | 14              | 82.38           | 15              | 155.26          |
| 16                                          | Nam Nguyen          | Canada       | 237.27 | 13              | 82.51           | 16              | 154.76          |
| 17                                          | Vladimir Litvintsev | Azerbaïdjan  | 230.84 | 16              | 81.46           | 19              | 149.38          |
| 18                                          | Alexander Majorov   | Suède        | 229.72 | 17              | 79.17           | 17              | 150.55          |
| 19                                          | Cha Jun-hwan        | Corée du Sud | 229.26 | 18              | 79.17           | 18              | 150.09          |
| 20                                          | Brendan Kerry       | Australie    | 222.02 | 21              | 78.26           | 21              | 143.76          |
| 21                                          | Deniss Vasiļjevs    | Lettonie     | 218.52 | 23              | 74.74           | 20              | 143.78          |
| 22                                          | Alexei Bychenko     | Israël       | 216.60 | 22              | 77.67           | 22              | 138.93          |
| 23                                          | Julian Yee          | Malaisie     | 205.97 | 24              | 73.63           | 23              | 132.34          |
| 24                                          | Daniel Samohin      | Israël       | 205.28 | 15              | 82.00           | 24              | 123.28          |
| Patineurs éliminés après le programme court |                     |              |        |                 |                 |                 |                 |
| 25                                          | Peter James Hallam  | Royaume-Uni  |        | 25              | 66.06           | NC              | NC              |
| 26                                          | Luc Maierhofer      | Autriche     |        | 26              | 65.78           | NC              | NC              |
| 27                                          | Aleksandr Selevko   | Estonie      |        | 27              | 63.25           | NC              | NC              |
| 28                                          | Paul Fentz          | Allemagne    |        | 28              | 63.24           | NC              | NC              |
| 29                                          | Ivan Chmouratko     | Ukraine      |        | 29              | 62.99           | NC              | NC              |
| 30                                          | Burak Demirboğa     | Turquie      |        | 30              | 60.79           | NC              | NC              |
| 31                                          | Slavik Hayrapetyan  | Arménie      |        | 31              | 60.66           | NC              | NC              |
| 32                                          | Valtter Virtanen    | Finlande     |        | 32              | 55.73           | NC              | NC              |
| 33                                          | Donovan Carrillo    | Mexique      |        | 33              | 54.99           | NC              | NC              |
| 34                                          | Lukas Britschgi     | Suisse       |        | 34              | 54.58           | NC              | NC              |
| 35                                          | Igor Reznichenko    | Pologne      |        | 35              | 50.15           | NC              | NC              |

### Dames

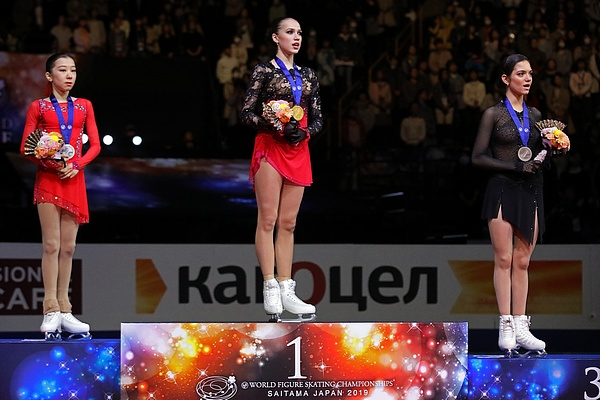
Podium des Dames

| Rang                                          | Nom                  | Pays         | Points | Programme court | Programme court | Programme libre | Programme libre |
| --------------------------------------------- | -------------------- | ------------ | ------ | --------------- | --------------- | --------------- | --------------- |
| 1                                             | Alina Zagitova       | Russie       | 237.50 | 1               | 82.08           | 1               | 155.42          |
| 2                                             | Elizabet Tursynbaeva | Kazakhstan   | 224.76 | 3               | 75.96           | 4               | 148.80          |
| 3                                             | Ievguenia Medvedeva  | Russie       | 223.80 | 4               | 74.23           | 3               | 149.57          |
| 4                                             | Rika Kihira          | Japon        | 223.49 | 7               | 70.90           | 2               | 152.59          |
| 5                                             | Kaori Sakamoto       | Japon        | 222.83 | 2               | 76.86           | 5               | 145.97          |
| 6                                             | Satoko Miyahara      | Japon        | 215.95 | 8               | 70.60           | 6               | 145.35          |
| 7                                             | Bradie Tennell       | États-Unis   | 213.47 | 10              | 69.50           | 7               | 143.97          |
| 8                                             | Sofia Samodurova     | Russie       | 208.58 | 9               | 70.42           | 8               | 138.16          |
| 9                                             | Mariah Bell          | États-Unis   | 208.07 | 6               | 71.26           | 9               | 136.81          |
| 10                                            | Lim Eun-soo          | Corée du Sud | 205.57 | 5               | 72.91           | 10              | 132.66          |
| 11                                            | Gabrielle Daleman    | Canada       | 192.67 | 11              | 69.19           | 12              | 123.48          |
| 12                                            | Loena Hendrickx      | Belgique     | 186.29 | 13              | 62.60           | 11              | 123.69          |
| 13                                            | Ekaterina Ryabova    | Azerbaïdjan  | 179.88 | 17              | 57.18           | 13              | 122.70          |
| 14                                            | Yi Christy Leung     | Hong Kong    | 177.22 | 14              | 58.60           | 14              | 118.62          |
| 15                                            | Laurine Lecavelier   | France       | 170.59 | 19              | 56.81           | 15              | 113.78          |
| 16                                            | Nicole Schott        | Allemagne    | 170.56 | 12              | 63.18           | 17              | 107.38          |
| 17                                            | Alexandra Feigin     | Bulgarie     | 165.31 | 20              | 56.69           | 16              | 108.62          |
| 18                                            | Daša Grm             | Slovénie     | 161.16 | 16              | 57.58           | 18              | 103.58          |
| 19                                            | Chen Hongyi          | Chine        | 157.59 | 15              | 58.53           | 19              | 99.06           |
| 20                                            | Eliška Březinová     | Tchéquie     | 153.45 | 18              | 57.13           | 20              | 96.32           |
| 21                                            | Natasha McKay        | Royaume-Uni  | 151.56 | 21              | 56.40           | 21              | 95.16           |
| 22                                            | Eva Lotta Kiibus     | Estonie      | 149.99 | 23              | 55.38           | 22              | 94.61           |
| 23                                            | Alaine Chartrand     | Canada       | 148.97 | 22              | 55.89           | 23              | 93.08           |
| 24                                            | Isadora Williams     | Brésil       | 143.22 | 24              | 55.20           | 24              | 88.02           |
| Patineuses éliminées après le programme court |                      |              |        |                 |                 |                 |                 |
| 25                                            | Ivett Tóth           | Hongrie      |        | 25              | 54.87           | NC              | NC              |
| 26                                            | Pernille Sørensen    | Danemark     |        | 26              | 54.36           | NC              | NC              |
| 27                                            | Marina Piredda       | Italie       |        | 27              | 53.27           | NC              | NC              |
| 28                                            | Emmi Peltonen        | Finlande     |        | 28              | 53.22           | NC              | NC              |
| 29                                            | Julia Sauter         | Roumanie     |        | 29              | 53.11           | NC              | NC              |
| 30                                            | Anita Östlund        | Suède        |        | 30              | 53.07           | NC              | NC              |
| 31                                            | Roberta Rodeghiero   | Italie       |        | 31              | 51.50           | NC              | NC              |
| 32                                            | Nicole Rajičová      | Slovaquie    |        | 32              | 51.22           | NC              | NC              |
| 33                                            | Alexia Paganini      | Suisse       |        | 33              | 50.51           | NC              | NC              |
| 34                                            | Valentina Matos      | Espagne      |        | 34              | 50.25           | NC              | NC              |
| 35                                            | Aurora Cotop         | Canada       |        | 35              | 48.83           | NC              | NC              |
| 36                                            | Kailani Craine       | Australie    |        | 36              | 48.82           | NC              | NC              |
| 37                                            | Sophia Schaller      | Autriche     |        | 37              | 48.72           | NC              | NC              |
| 38                                            | Elžbieta Kropa       | Lituanie     |        | 38              | 47.95           | NC              | NC              |
| 39                                            | Anastasia Galustyan  | Arménie      |        | 39              | 47.75           | NC              | NC              |
| 40                                            | Kyarha van Tiel      | Pays-Bas     |        | 40              | 41.85           | NC              | NC              |

### Couples

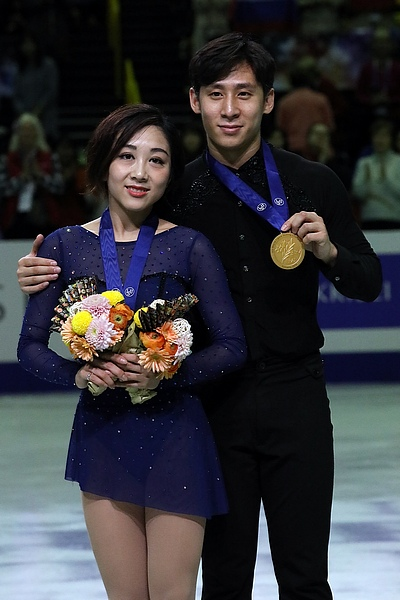
Les champions du monde 2019 Sui Wenjing et Han Cong

| Rang | Nom                                      | Pays          | Points | Programme court | Programme court | Programme libre | Programme libre |
| ---- | ---------------------------------------- | ------------- | ------ | --------------- | --------------- | --------------- | --------------- |
| 1    | Sui Wenjing / Han Cong                   | Chine         | 234.84 | 2               | 79.24           | 1               | 155.60          |
| 2    | Evgenia Tarasova / Vladimir Morozov      | Russie        | 228.47 | 1               | 81.21           | 2               | 147.26          |
| 3    | Natalia Zabiiako / Aleksandr Enbert      | Russie        | 217.81 | 4               | 73.96           | 4               | 144.02          |
| 4    | Peng Cheng / Jin Yang                    | Chine         | 215.84 | 3               | 75.51           | 5               | 140.33          |
| 5    | Vanessa James / Morgan Ciprès            | France        | 215.19 | 7               | 68.67           | 3               | 146.52          |
| 6    | Aleksandra Boikova / Dmitrii Kozlovskii  | Russie        | 210.30 | 6               | 69.99           | 6               | 140.31          |
| 7    | Kirsten Moore-Towers / Michael Marinaro  | Canada        | 200.02 | 5               | 73.08           | 8               | 126.94          |
| 8    | Nicole Della Monica / Matteo Guarise     | Italie        | 195.74 | 8               | 67.29           | 7               | 128.45          |
| 9    | Ashley Cain / Timothy LeDuc              | États-Unis    | 193.81 | 9               | 66.93           | 9               | 126.88          |
| 10   | Miriam Ziegler / Severin Kiefer          | Autriche      | 178.66 | 11              | 63.65           | 11              | 115.01          |
| 11   | Ryom Tae-ok / Kim Ju-sik                 | Corée du Nord | 175.31 | 13              | 58.77           | 10              | 116.54          |
| 12   | Evelyn Walsh / Trennt Michaud            | Canada        | 174.40 | 12              | 59.84           | 12              | 114.56          |
| 13   | Minerva Fabienne Hase / Nolan Seegert    | Allemagne     | 174.04 | 10              | 64.28           | 14              | 109.76          |
| 14   | Annika Hocke / Ruben Blommaert           | Allemagne     | 166.36 | 16              | 53.16           | 13              | 113.20          |
| 15   | Laura Barquero / Aritz Maestu            | Espagne       | 162.27 | 14              | 55.58           | 15              | 106.69          |
| 16   | Lana Petranović / Antonio Souza-Kordeiru | Croatie       | 153.99 | 15              | 53.70           | 17              | 100.29          |
| 17   | Zoe Jones / Christopher Boyadji          | Royaume-Uni   | 153.70 | 17              | 52.45           | 16              | 101.25          |
| 18   | Hanna Abrazhevich / Martin Bidař         | Tchéquie      | 140.02 | 19              | 48.66           | 18              | 91.36           |
| 19   | Rebecca Ghilardi / Filippo Ambrosini     | Italie        | 133.75 | 18              | 52.02           | 19              | 81.73           |

### Danse sur glace
| Rang                                               | Nom                                          | Pays        | Points | Danse rythmique | Danse rythmique | Danse libre | Danse libre |
| -------------------------------------------------- | -------------------------------------------- | ----------- | ------ | --------------- | --------------- | ----------- | ----------- |
| 1                                                  | Gabriella Papadakis / Guillaume Cizeron      | France      | 222.65 | 1               | 88.42           | 1           | 134.23      |
| 2                                                  | Victoria Sinitsina / Nikita Katsalapov       | Russie      | 211.76 | 2               | 83.94           | 2           | 127.82      |
| 3                                                  | Madison Hubbell / Zachary Donohue            | États-Unis  | 210.40 | 4               | 83.09           | 3           | 127.31      |
| 4                                                  | Aleksandra Stepanova / Ivan Bukin            | Russie      | 208.52 | 3               | 83.10           | 4           | 125.42      |
| 5                                                  | Kaitlyn Weaver / Andrew Poje                 | Canada      | 205.62 | 5               | 82.84           | 5           | 122.78      |
| 6                                                  | Madison Chock / Evan Bates                   | États-Unis  | 204.92 | 6               | 82.32           | 6           | 122.60      |
| 7                                                  | Piper Gilles / Paul Poirier                  | Canada      | 200.92 | 8               | 80.44           | 7           | 120.48      |
| 8                                                  | Charlène Guignard / Marco Fabbri             | Italie      | 199.18 | 7               | 81.66           | 8           | 117.52      |
| 9                                                  | Kaitlin Hawayek / Jean-Luc Baker             | États-Unis  | 189.06 | 9               | 75.90           | 10          | 113.16      |
| 10                                                 | Laurence Fournier Beaudry / Nikolaj Sørensen | Canada      | 188.10 | 10              | 74.76           | 9           | 113.34      |
| 11                                                 | Natalia Kaliszek / Maksym Spodyriev          | Pologne     | 183.30 | 11              | 73.64           | 12          | 109.66      |
| 12                                                 | Sara Hurtado / Kirill Khaliavin              | Espagne     | 180.93 | 12              | 72.45           | 13          | 108.48      |
| 13                                                 | Lilah Fear / Lewis Gibson                    | Royaume-Uni | 179.57 | 15              | 68.46           | 11          | 111.11      |
| 14                                                 | Marie-Jade Lauriault / Romain Le Gac         | France      | 179.26 | 13              | 71.26           | 14          | 108.00      |
| 15                                                 | Wang Shiyue / Liu Xinyu                      | Chine       | 173.89 | 14              | 68.47           | 15          | 105.42      |
| 16                                                 | Juulia Turkkila / Matthias Versluis          | Finlande    | 168.12 | 18              | 66.01           | 16          | 102.11      |
| 17                                                 | Allison Reed / Saulius Ambrulevičius         | Lituanie    | 168.06 | 16              | 67.21           | 17          | 100.85      |
| 18                                                 | Shari Koch / Christian Nüchtern              | Allemagne   | 162.47 | 17              | 66.91           | 18          | 95.56       |
| 19                                                 | Anna Yanovskaya / Ádám Lukács                | Hongrie     | 156.81 | 20              | 61.96           | 19          | 94.85       |
| 20                                                 | Oleksandra Nazarova / Maxim Nikitin          | Ukraine     | 153.43 | 19              | 65.76           | 20          | 87.67       |
| Couples de danse éliminés après la danse rythmique |                                              |             |        |                 |                 |             |             |
| 21                                                 | Misato Komatsubara / Tim Koleto              | Japon       |        | 21              | 60.98           | NC          | NC          |
| 22                                                 | Anna Kublikova / Yuri Hulitski               | Biélorussie |        | 22              | 56.55           | NC          | NC          |
| 23                                                 | Victoria Manni / Carlo Rothlisberger         | Suisse      |        | 23              | 53.94           | NC          | NC          |
| 24                                                 | Jasmine Tessari / Francesco Fioretti         | Italie      |        | 24              | 53.47           | NC          | NC          |
| 25                                                 | Shira Ichilov / Vadim Davidovich             | Israël      |        | 25              | 52.51           | NC          | NC          |
| 26                                                 | Chantelle Kerry / Andrew Dodds               | Australie   |        | 26              | 51.94           | NC          | NC          |
| 27                                                 | Katerina Bunina / German Frolov              | Estonie     |        | 27              | 46.22           | NC          | NC          |